# Elisabeth von Luxemburg (1409–1442)

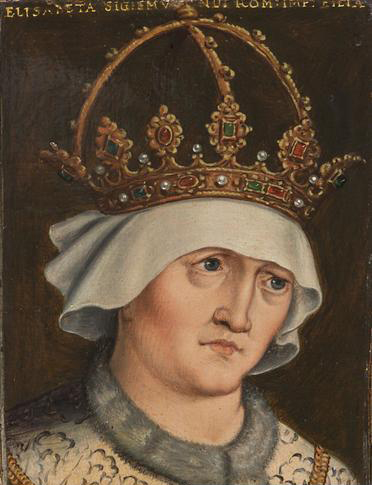
Elisabeth von Luxemburg

Elisabeth von Luxemburg (ungarisch Erzsébet, kroatisch Elizabeta Luksemburška, tschechisch Alžběta Lucemburská; * 28. Februar 1409 in Prag; † 19. Dezember 1442 in Győr) war die Tochter des Kaisers Sigismund aus dem Haus Luxemburg und seiner zweiten Ehefrau Barbara von Cilli. Als Gattin des späteren Königs Albrecht II. war sie bis zu dessen Ableben am 27. Oktober 1439 Herzogin von Österreich ab 19. April 1422, Königin von Ungarn ab 18. Dezember 1437 (gekrönt 1. Jänner 1438 in Székesfehérvár (Stuhlweißenburg)), Königin von Böhmen ab 27. Dezember 1437 (gekrönt 29. Juni 1438 in Prag) und Römisch-deutsche Königin ab 18. März 1438 (nie gekrönt). Nach dem Tod ihres Gemahls (1439) versuchte sie, die Thronfolge ihres Sohnes Ladislaus Postumus in Böhmen und Ungarn zu sichern, starb aber nach einem zweijährigen, erfolglosen Bürgerkrieg.

## Frühes Leben, Heirat und Nachkommen
Elisabeth von Luxemburg wurde bereits im Alter von zwei Jahren am 7. Oktober 1411 mit dem aus dem Haus Habsburg stammenden und etwa 12 Jahre älteren österreichischen Herzog Albrecht V. verlobt. Ihre Eltern hatten indessen häufig Zwistigkeiten miteinander, und um 1419 musste Elisabeth mit ihrer Mutter längere Zeit in der ostungarischen Puszta verbannt leben. Andererseits war sie das einzige überlebende Kind des römisch-deutschen Königs und späteren Kaisers Sigismund und damit seine präsumtive Erbtochter. Wohl nicht ohne vorigen Druck Albrechts V. auf den bei ihm hochverschuldeten Sigismund heiratete Elisabeth schließlich am 19. April 1422 in Wien ihren langjährigen Verlobten. Bereits 1423 verkündete Sigismund seinen Schwiegersohn Albrecht als seinen Nachfolger und übergab ihm die Verwaltung von Mähren. Während der 17 Ehejahre gebar Elisabeth vier Kinder, den letzten Sohn allerdings erst nach dem Tod ihres Gatten:
- Anna (* 12. April 1432; † 13. November 1462), seit 1446 Gattin des Herzogs Wilhelm III. von Sachsen
- Georg (* 16. Februar 1435; † 16. Februar 1435)
- Elisabeth (* um 1437; † 30. August 1505), seit 1454 Gattin des Königs von Polen, Kasimir IV. Jagiełło
- Ladislaus Postumus  (* 22. Februar 1440; † 23. November 1457), König von Böhmen und Ungarn

Nach dem Tod Kaiser Sigismunds (9. Dezember 1437) wurde Elisabeths Gemahl als Albrecht II. sein Nachfolger als römisch-deutscher König; ferner bestieg er auch den Thron Ungarns und Böhmens. Dementsprechend wurde Elisabeth Königin der genannten Länder. Von Pressburg aus, heute Bratislava, war sie eigenständig politisch aktiv, bisweilen auch im Widerspruch zu den Interessen ihres Gatten.

## Kampf für die Thronfolge Ladislaus’ und Tod

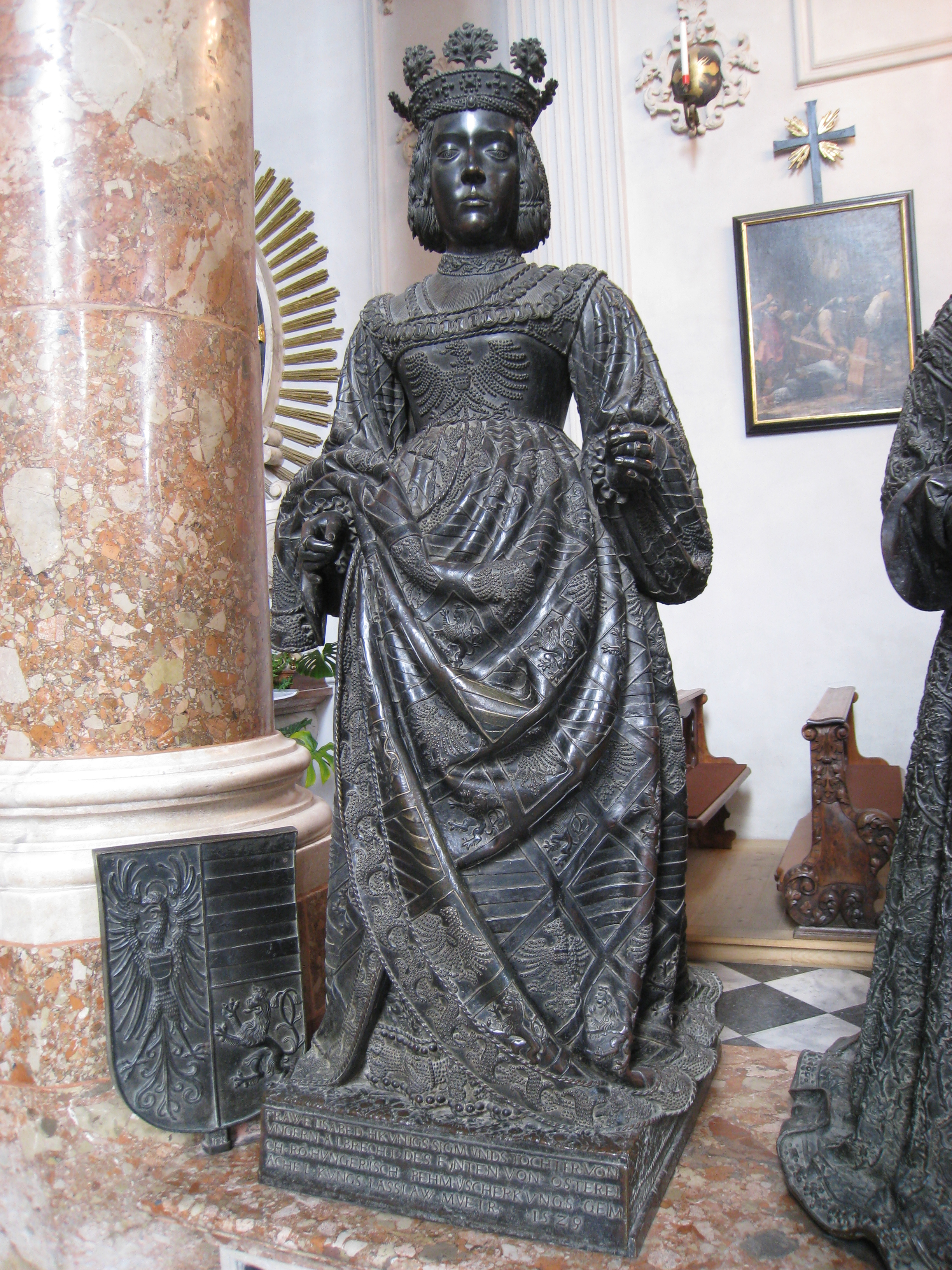
Bronzestatue in der Hofkirche zu Innsbruck

Beim frühen Tod Albrechts (27. Oktober 1439) war Elisabeth im fünften Monat schwanger. Der verstorbene König hatte testamentarisch bestimmt, dass das erwartete Kind, falls es ein Knabe sein werde, ihm im Herzogtum Österreich (Nieder- und Oberösterreich) sowie in Ungarn und Böhmen nachfolgen und Herzog Friedrich V. (der nachmalige römisch-deutsche König Friedrich IV. bzw. Kaiser Friedrich III.) sein Vormund werden solle. Die energische Elisabeth übernahm zunächst in Ungarn die Regentschaft. Viele magyarische Magnaten, insbesondere Johann Hunyadi, glaubten jedoch, dass Ungarn angesichts der von den Osmanen ausgehenden Gefahr eines starken Regenten bedürfe und drängten die 30-jährige Elisabeth im Januar 1440, sich mit dem erst 15-jährigen polnischen König Władysław III. zu vermählen. Davon überzeugt, dass sie einen Sohn gebären werde, widerstrebte Elisabeth diesen Forderungen entschieden und konnte eine Hinausschiebung der Heiratspläne erreichen. Sie suchte eine vom ungarischen Adel vorzunehmende Königswahl vor der Geburt ihres Kindes zu verhindern, besprach sich mit ihren Anhängern, u. a. den Verwandten ihrer Mutter, den Grafen von Cilli, und plante, sich der allein den König legitimierenden und als heilig betrachteten Stephanskrone zu bemächtigen.
Mit dem Diebstahl der Krönungsinsignie aus den Gewölben der Plintenburg (Visegrád) beauftragte Elisabeth ihre Kammerfrau Helene Kottannerin, die das Unternehmen in der Nacht vom 20. auf den 21. Februar 1440 mit der Unterstützung eines ungarischen Edelmanns bewerkstelligen konnte, worüber sie in ihren Denkwürdigkeiten berichtete.
Nach einer Schlittenfahrt über die zugefrorene Donau brachte die Kammerfrau die Krone nach Komorn. Bald darauf, am 22. Februar, kam die Königinwitwe in Komorn mit ihrem Sohn Ladislaus, genannt Postumus (der Nachgeborene) nieder. Trotz dieser Geburt eines männlichen Nachkommen Albrechts II. setzte die Gegenpartei durch, dass Władysław III. von Gesandten des ungarischen Reichstags am 8. März in Krakau zum König Ungarns gewählt wurde.
Elisabeth begab sich aber mit Ladislaus nach Stuhlweißenburg und ließ ihn dort am 15. Mai 1440 mit der Stephanskrone durch den Erzbischof von Gran krönen. Als daraufhin die Reichskleinodien nach Visegrád zurückgebracht werden sollten, gelang es Elisabeth, im Besitz der Stephanskrone zu bleiben, indem sie eine falsche Krone in dem versiegelten Behältnis unterschob. Nachdem Elisabeth die Erhebung von Dénes Szécsi zum neuen Erzbischof von Gran unterstützt hatte und die Erwartungen des ehrgeizigen Bischofs von Eger, Simon Rozgonyi, nicht berücksichtigte, wurde Letzterer ihr erbitterster Feind und rief die Polen ins Land. Der mittlerweile in Ofen eingetroffene Władysław III. ließ sich am 15. Juli 1440, nachdem die echte Krone nicht mehr zur Verfügung stand, mit der in Stuhlweißenburg den Reliquienbehälter des heiligen Stephan zierenden Krone ebenfalls zum König von Ungarn krönen.
In der Folge kam es in Ungarn zu einem mehrjährigen Bürgerkrieg, in dem sich Elisabeth dauernd mit Geldproblemen zur Aufbringung der Kriegskosten konfrontiert sah. Auch in Böhmen widerstrebte eine starke Partei der Utraquisten der Erbfolge ihres Sohnes Ladislaus. Hatte Elisabeth zunächst entgegen den testamentarischen Verfügungen ihres verstorbenen Gatten den Herzog Albrecht VI. als Vormund ihres Sohns präferiert, so näherte sie sich nach der Krönung Władysławs III. dem ursprünglich im Testament als Vormund vorgesehenen, unterdessen zum römisch-deutschen König aufgestiegenen Friedrich IV. von Habsburg. Sie verpfändete die Stephanskrone für 2500 Dukaten bei Friedrich und übergab ihm ihren Sohn Ladislaus zur Vormundschaft und in schützende Obhut. Mit dem erhaltenen Geld warb sie Soldaten für den Kampf gegen Władysław III. Unterstützt wurde sie in ihren kriegerischen Bemühungen vom Grafen Ulrich von Cilli, böhmischen Söldnern unter dem Kommando des Adligen Johann Giskra von Brandeis und den deutschen Bürgern der oberungarischen Städte. Die Grafen von Cilli schlossen aber am 19. April 1441 einen Vergleich mit dem Jagiellonen und in erster Linie setzte nun nur noch Johann Giskra den Kampf für Elisabeth fort.
Am 14. Mai huldigte Bischof Simon Rozgonyi dem in Eger einziehenden polnischen König, sein Bruder Stephan Rozgonyi hielt die Festung Preßburg ebenfalls für König Wladyslaw besetzt, die Stadt selbst verblieb wie Kaschau aber auf Seite von Elisabeth.
Schließlich vermittelte der Kardinallegat Giuliano Cesarini im Auftrag des Papstes Eugen IV. seit Sommer 1442 zwischen den Konkurrenten, um dem Blutvergießen ein Ende zu bereiten und eine konzentrierte Türkenabwehr zu ermöglichen. Im November desselben Jahres kam es in Győr zu einem Treffen zwischen Elisabeth und Władysław III., bei dem ein Ausgleich zwischen ihnen erzielt werden konnte. Doch nur drei Tage nach der Abreise des Jagiellonen starb Elisabeth plötzlich und wurde in der Basilika in Stuhlweißenburg beigesetzt. Auf Władysław fiel der Verdacht, dass er sie habe vergiften lassen.
Mit Elisabeths Sohn Ladislaus, der 1457 nur 17-jährig starb, erlosch auch die Albertinische Linie der Habsburger im Mannesstamm.